# Cruzeiro do Sul International Airport
Cruzeiro do Sul International Airport (portugisiska: Aeroporto Internacional de Cruzeiro do Sul) är en flygplats i Brasilien.   Den ligger i kommunen Cruzeiro do Sul och delstaten Acre, i den västra delen av landet, 2 900 km väster om huvudstaden Brasília. Cruzeiro do Sul International Airport ligger 194 meter över havet.
Terrängen runt Cruzeiro do Sul International Airport är platt. Närmaste större samhälle är Cruzeiro do Sul, 10,6 km öster om Cruzeiro do Sul International Airport.
I omgivningarna runt Cruzeiro do Sul International Airport växer i huvudsak städsegrön lövskog. Runt Cruzeiro do Sul International Airport är det glesbefolkat, med 9 invånare per kvadratkilometer.